# Banu Jami
Els Banu Jami foren una dinastia local de Gabès a Tunísia, d'origen hilalià, que va governar a Gabès del 1097 al 1160, amb una breu pèrdua del poder el 1147. Eren de la tribu dels dahman (fracció Munakasha) dels Banu Riyah (els dhaman formaven junt amb els Fadigh la tribu Banu Ali dels Banu Riyah).
El 454 de l'hègira (1062/1063) el governador Ibn Walmiya, descontent pel tractament donat als seus germans, Ibrahim i Kadi, per l'emir zírida, es va proclamar independent sota protecció del riyahida Munis ben Yahya (cap dels Banu Hilal, de la tribu Banu Mirdas del grup dels Banu Riyah). A Ibn Walmiya el va succeir Ibrahim, i després el va seguir Kadi, però aquest fou mort per una revolta popular local, per la seva tirania el 1096 i els notables de la població van donar el poder a un germà de l'emir zírida Tamim ibn al-Muïzz (1062-1108) de nom Umar ben al-Muizz, que tenia el suport dels zughba de Tripolitana als que es va prometre Gabès i Trípoli en feu. Al cap de poc van pujar al poder el Banu Djami. Els zughba, el clan hilalià al que el califa fatimita havia promès Trípoli i Gabès, foren expulsats i es va haver d'acontentar a conservar Trípoli i així el dhamano-riyàhida Makki ben Kamil ben Djami va prendre el poder després d'eliminar a Umar ben al-Muizz. Makki va fundar la dinastia del Banu Djami.
A Maki el va succeir el seu fill Rabi ben Makki, i a aquest el seu parent Rushayd ben Kamil ben Djami, (que va governar vers 1121 a 1147); una breu usurpació del llibert Yusuf (que tenia el suport dels normands), va ser seguida pel govern de Muhammad ben Rushayd i finalment per Mudafi ben Rushayd. En aquests anys els normands va fer diversos setges a la vila (1082/1083, 1086/1087, 1093/1094, i 1117/1118. Després del 1147 descendents d'Al-Muizz ben Walmya van recuperar el poder, però van gaudir de l'hostilitat local; els notables es van aliar amb tots els seus enemics i la ciutat fou assetjada (1083/1084, 1099/1100 pels hilalians i 1117/1118 pels normands). Muhammad ben Rushayd va recuperar el poder quan ja dominava Mahdia (des de 1148) i el Sahel tunisià amb el suport normand. En aquesta època es va construir a la ciutat el palau d'Al-Arusayn. Muhammad ben Rushayd (vers 1150) va emetre moneda amb el seu nom.

## Llista d'emirs
Banu Walmiya
- Ibn Walmiya 1063-?
- Ibrahim ?-?
- Kadi ?-1096
- Umar ben al-Muizz 1096-1097 (zírida, amb suport dels zughba de Tripolitana)

Banu Jami
- Makki ben Kamil ben Jami 1097- ?
- Rabi ben Makki ben Kamil ?-1121
- Rushayd ben Kamil ben Jami 1121-1147
  - Yusuf (usurpador) 1147 (protegit pels normands)
- Muhammad ben Rushayd 1147
  - Banu Walmiya 1147-1148
- Muhammad ben Rushayd (segona vegada, protegit pels normands) 1148-1155
- Mudafi ben Rushayd 1155-1160 (protegit pels normands)
- Almohades 1160-1172